# Maginard de Certaldo
Maginard de Certaldo (mort vers 1220) fou comte de Prato. Era fill d'Albert IV de Prato. Va repartir l'herència paterna amb son germà Rinald de Monterotondo i va rebre Semifonte, el castell de Certaldo (seu de la branca), Ripa, Tignano, Fondigrano, Bagnano, Gabbiavola, Travalli, Gricciano i Castelfiorentino el 23 de febrer del 1209, i en va rebre confirmació imperial el 1210. El va succeir el seu fill Albertí (Albertino) de Certaldo.